# Worp van Thabor
Worp van Thabor (Rinsumageest - Tirns, 26 februari 1538) ook wel bekend als Worp Tyaerda van Rinsumageest, was een Friese kroniekschrijver en een monnik in het augustijnerklooster Thabor te Tirns. Hij is geboren te Rinsumageest op de Tjaarda State.
Hij schreef tussen 1517 en 1538 een kroniek van Friesland, die gedeeltelijk in het Latijn, gedeeltelijk in het Middelnederlands is geschreven.

## Biografisch
F. Jos. van den Branden en J.G. Frederiks, Biographisch woordenboek der Noord- en Zuidnederlandsche letterkunde (1888-1891):
Thaborita (Worperus Tyaerda), Worperus, Vorper van den Geest, - gewoonlijk Worp van Thabor genoemd, werd te Rinsumageest geb., was pastoor in zijn geboorteplaats, werd later Regulier kanunnik te Thabor bij Sneek, waar hij in 1523 prior werd en daar 26 Febr. 1538 overleed.
Het Friesch genootschap heeft zijn historischen arbeid uitgegeven onder den titel van: Worperi Tyaerda ex Rensumageest, prioris in Thabor, Chronicorum Frisiae libri tres, [tot 1397] Leov. 1848; Kronijken van Friesland 4de boek, bevattende de geschiedenis van de 15e eeuw, Leeuw. 1850; Vijfde boek bevattende de geschiedenis van het begin der 16e eeuw, 1499-1523, Leeuw. 1871; bezorgd door Dr. J.G. Ottema, die een kort levensbericht daarachter heeft geplaatst, met de noodige opheldering, hoe de kroniekschrijver eerst in 't Latijn schreef, en voor de latere tijdvakken, waarin hij oorkonden moest gebruiken in de landstaal, zich in 't Ned. uitdrukte. Over den auteur en deze jaarboeken liepen de vroegere berichten uiteen. 

## Trivia
- In Rinsumageest is de Worp van der Geeststraat naar hem vernoemd.
- In Sneek is de Worp Tjaardastraat naar hem vernoemd.

## Werken
- Worp Tyaerda ex Renismageest, Chronicorum Frisiae libri tres, uitg. door het Friesch Genootschap van Geschied-, Oudheid- en Taalkunde, Leeuwarden: G.T.N. Suringar, 1847 (viii, 196 p.)
- Worp Tyaerda van Rinsumageest, Vierde boek der Kronijken van Friesland, bevattende de geschiedenis van de vijftiende eeuw, uitg. door het Friesch Genootschap van Geschied-, Oudheid- en Taalkunde, Leeuwarden: G.T.N. Suringar, 1850
- Worp Tyaerda van Rinsumageest, Vijfde Boek der Kronijken van Friesland, bevattende de geschiedenis van het begin der zestiende eeuw, uitg. door het Friesch Genootschap van Geschied-, Oudheid- en Taalkunde, Leeuwarden: H. Kuipers, 1871 (376 pp.)